# Plasa Tuzla, județul Cetatea-Albă
Plasa Tuzla a fost una din plășile din județul interbelic Cetatea-Albă.

## Localități
Plasa Tuzla avea (la 1930) 55 localități:
1. Alexandreni, Plasa Cazaci
2. Achembet
3. Adamești
4. Adâncata, Plasa Tuzla
5. Alcalia
6. Balabanca-Mare
7. Balabanca-Mică
8. Balca
9. Bălăcel
10. Benkedorf
11. Bezimenca-Mare
12. Bezimenca-Mică
13. Budachi
14. Caiabei
15. Camcic
16. Catlabug
17. Catorga
18. Cerchez
19. Chebabcea
20. Ciobanu, Plasa Tuzla
21. Codăești, Plasa Tuzla
22. Constantinești, Plasa Tuzla
23. Culevcea
24. Dacia (Budachi-Cordon)
25. Davideni, Plasa Tuzla
26. Divizia
27. Hagi, Plasa Tuzla
28. Halle, Plasa Tuzla
29. Iaroslava
30. Mansburg
31. Marazlăveni
32. Marazli
33. Marianca-Mare
34. Marianca-Mică
35. Nicolae-Bălcescu
36. Nicolaeni
37. Ovidiu, Plasa Tuzla
38. Paveleni
39. Poștal
40. Principele-Carol
41. Principele-Mihai
42. Răileni
43. Regele-Ferdinand
44. Regina-Maria
45. Românești, Plasa Tuzla
46. Rozenfeld
47. Sadova, Plasa Tuzla
48. Sărăria
49. Sergheevca
50. Sofiental
51. Strasburg, Plasa Tuzla
52. Șabalac
53. Saba-Târg
54. Tăriceni
55. Veselia
56. Zangherovca

## Alte articole
- Lista județelor și a plășilor din România interbelică